# Bye & Rønning
Bye & Rønning är en norsk tv-serie från 2006 gjord av komikerna Jon Niklas Rønning och Anders Bye. I programmet imiterar och parodierar Bye och Rønning kändisar och tv-program, bland annat programledaren Tran från den norska tv-serien Migrapolis och skådespelaren Bjørn Floberg.